# آکه‌بونوچو
آکه‌بونوچو (به ژاپنی: 曙町) یکی از محله‌های توکیو پایتخت ژاپن است که در منطقهٔ  تاچیکاوا واقع شده‌است.  آکه‌بونوچو به ۳ محلهٔ کوچکتر تقسیم می‌شود.